# Georgetown University
Georgetown University er USA's ældste katolske universitet, og er ledet af jesuiterordenen. Det regnes som et af de amerikanske eliteuniversiteter på en række områder, som for eksempel politisk videnskab og retsvidenskab. Universitetet ligger i bydelen Georgetown vest i USA's hovedstad Washington D.C..

## Historie
Georgetown blev grundlagt i 1789 af John Carroll (1736-1815). Den formelle grundlæggelsesdag er 23. januar 1789, men byggearbejderne startede allerede året før; i 1791 blev den første student skrevet ind, og i 1792 begyndte undervisningen. 23. januar 1789 er datoen da jesuitterne fik skødet på ejendommen universitetet ligger på. I 2004 blev det én af de 28 uddannelsesinstitutioner som er medlem af Association of Jesuit Colleges and Universities. I 1814 fik Universitetet officiel anerkendelse fra USA's kongres i form af et Federal Charter (føderalt charter), som præsident James Madison så undertegnet den 1. marts 1815. Det var det første lærested i landet som fik sådan et charter.